# Російський Жилблаз
«Российский Жилблаз, или Похождения князя Гаврилы Симоновича Чистякова» — шахрайський роман Василя Наріжного. Перші три з шести частин роману були опубліковані у 1814 році, потім книжку заборонили й вона довго залишалася невідомою. Повністю роман побачив світ у 1938 році.
Назва роману — це відсилка до французького роману 1730-х років Алена Рене Лесажа. З нього було позичено кілька епізодів та загальна авантюрна тематика.
В основі сюжету — історія збіднілого дворянина Гаврили Симоновича Чистякова, яку він розповідає родині поміщиків Простакових. Оповідання ведеться від імені дорослого героя, який на схилі літ згадує свою молодість, розповідає про події минулого. Він ділиться з читачами пригодами, що траплялися на його життєвому шляху, доповнюючи розповідь самокритичними зауваженнями і самооцінками. Прототипом одного з героїв роману був Григорій Сковорода.